# إلويسا ديربيل
إلويسا ديربيل (بالإسبانية: Eloísa D’Herbil)‏ (وتعرف أيضا باسم إلويسا دي سيلفا، 27 ديسمبر 1847 – 22 يونيو 1943) هي عازفة بيانو وملحنة إسبانية اشتهرت كطفل عبقري في عزف البيانو. في سن السابعة استطاعت العزف في مقر الرئاسة في كل من إنجلترا وإسبانيا. لقبتها الصحافة بأنها شوبان في تنورة إشارة إلى فريدريك شوبان الشهير في أوروبا بعزف على البيانو. ثم أصبحت تلحن المسرحيات الموسيقية. في 1868 هاجرت خلال فترة شبابها نحو الأرجنتين واستأنف في تأليف المقطوعات الموسيقية وكانت أول سيدة تلحن موسيقى التانغو.

## حياتها
ولدت «إلويسا ماريا دولوريس خوانا دي لاسانتيزيما ترينيداد ديربيل» في 27 ديسمبر 1847 في مدينة قادس الإسبانية لوالدها «راكيل آنخيل دي كاديا جوزيف ديربيل» الذي كان معلمها الأول إلى أن بلغت سن الخامسة إضافة إلى البانيست الأمريكي لويس مورو غوتشاك والهنغاري فرانز ليست، كانت تهوى موسيقى فريدريك شوبان وتعيدها دائما في عزفها حتى أصبحت تُلَقَّب ب«شوبان في تنورة». وفي سن السادسة عزفت لإيزابيل الثانية ملكة إسبانيا، فيكتوريا ملكة المملكة المتحدة والأمير ألبرت في قصر وندسور. وفي يونيو من نفس العام عزفت في غرفة الحفلات داخل القصر الملكي في إنجلترا، وكان أداءها محل ثناء من قبل العائلة المالكة.
في 1855 كتب الشاعر مانويل خوسي كوينتانا قصيدة يثني بها على موهبتها حيث كانت آخر قصيدة يكتبها قبل وفاته. وبين سنوات 1855 و 1858 قدمت معزوفات سنوية في لندن برعاية آني سوثرلاند ذوقة سوترلاند في قصر بكنغهام، ثم مجددا لإيزابيل الثانية ملكة إسبانيا بين 1857 و 1861 وفي 1862. كما حسلت على عدة ميداليات وأقراط مرصعة.

## وفاتها
توفيت في 22 يونيو 1943 في منزلها ببيونس آيرس. وفي 2006 نشرت الكاتبة سيلفيا ميغينز رواية «بارونة التانغو» (بالإسبانية: La baronesa del tango)‏ شملت جميع مراحل حياتها كعازفة على شكل سيرة.